# Bo Nilsson
Bo Nilsson (Skellefteå, 1 mei 1937 – 26 juni 2018) was een Zweeds componist, trompettist en schrijver.

## Levensloop
Nilsson was als componist een autodidact, maar groeide uit tot een gevestigde naam. Hij had een opvallend debuut als componist in 1956 in Keulen en een jaar later trad hij eveneens op tijdens het Wereld Muziek Festival van de "International Society of Contemporary Music" (ISCM) te Zürich. Als componist schreef hij zowel instrumentale als vocale muziek in een hoog ontwikkelde techniek. Hij heeft gewerkt met filmmuziek, theaterliederen en jazz. Nilsson was ook actief als een schrijver en publiceerde zijn memoires Missilen eller Livet i en mössa in 1984.
Zijn muzikale taal is gekenmerkt door een vurige intensiteit en felle affectiviteit. De vormen gebruiken zelden een graduele opbouw tot een climax, maar meestal meerdere onverwachte uitbarstingen. De rustige perioden zijn niet langdurend, maar momenten van klare harmonieën en temperende nuances. Het drieluik, dat is gebaseerd op gedichten van Gösta Oswald wordt van velen beschouwd als zijn artistieke hoogtepunt. Een belangrijke inspiratiebron waren de verhalen van Gunnar Ekelöf ("Diwan över fursten av Emgion", "Sagan om Fatumeh" en "Vägvisare till underjorden"). De latere werken zijn beïnvloed door het impressionisme.

## Composities

### Werken voor orkest
- 1954 For strings only, voor strijkorkest, op. 1
- 1955-1956 Nummer 2 f orkester uit "Kompositioner 1955-1956"
- 1959 Brief an Gösta Oswald 1 - Séance, voor groot orkest
- 1960-1961 Drei Szenen, voor kamerorkest
- 1961 Versuchungen, voor orkest
- 1961 Szene II, voor 6 trompetten, 4 slagwerkers, glockenspiel, piano, celesta, harp en 6 violen
- 1961 Szene III, voor kamerorkest
- 1963 Entrée, voor orkest en luidsprekers
- 1963 Vier Prologen - Svit ur musiken till filmen "En söndag i september", voor orkest
- 1963/1976 La bran - Anagramme sur Ilmar Laaban, voor saxofoon, gemengd koor en orkest
- 1964 Litanei über das verlorene Schlagzeug, voor groot orkest
- 1967 Revue, voor orkest
- 1969 Röda rummet, concertversie voor orkest
- 1970 Exit, voor orkest en geluidsband
- 1973 Tesbih, voor spreker, sopraan, gemengd koor, orkest en jazzgroep - tekst: Gunnar Ekelöf
- 1974 Szene IV for Christian Ancher Grön, voor saxofoon, gemengd koor en orkest
- 1996-1998 Wiesenblümchen, voor strijkorkest
- 1997 Kaleidoskop, voor dwarsfluit, vibrafoon en kamerorkest
- 2001 Arctic air, voor orkest
- 2001 Kadenzen, voor orkest

### Werken voor harmonieorkest
- 1956/1998 Zeitpunkte, voor 10 houtblazers (2 dwarsfluiten, 2 hobo's (ook: althobo), 2 klarinetten, 2 fagotten, 2 saxofoons)
- 1957 Zeiten im Umlauf
- 1979 Plexus, voor symfonisch blaasorkest
- Ein irrender Sohn
- Eurythmical Voyage

### Missen en andere kerkmuziek
- 1968 Mässa för kristen enhet, voor gemengd koor, 3 dwarsfluiten, gato, hoorn, samenzang en orgel

### Vocale muziek

#### Werken voor koor
- 1959 Brief an Gösta Oswald 4: Und die Zeiger seiner Augen wurden..., voor sopraan, alt, driestemmig vrouwenkoor, 2 saxofoons, celesta, gitaar en orkest - tekst: Gösta Oswald
- 1961 La Bran, voor gemengd koor en orkest - tekst: Ilmar Laaban
- 1967 Ayíasma, voor gemengd koor en dwarsfluit - tekst: Gunnar Ekelöf
- 1968 Der Glückliche, voor sopraan (solo) en gemengd koor - tekst: Hans Bethge
- 1969 Vi kommer att träffas i morgon, voor sopraan (solo), gemengd koor en orkest - tekst: Urban Torhamn
- 1972-1973 Nazm, voor spreekstem, solisten, gemengd koor, orkest en elektronica  - tekst: Gunnar Ekelöf

#### Liederen
- 1957-1958 Stunde eines Blocks, voor sopraan, trompet, viool/altviool, accordeon/slagwerk, 3 slagwerkers - tekst: Öyvind Fahlström
- 1958 Brief an Gösta Oswald 2: Ein irrender Sohn, voor alt, altfluit en orkest - tekst: Gösta Oswald
- 1958 Brief an Gösta Oswald 3: Mädchentotenlieder, voor sopraan en orkest - tekst: Gösta Oswald
- 1964 En blödande ros, voor zangstem en orkest - tekst: Olof Lagercrantz
- 1968-1969 Quartets, voor sopraan, alt, tenor, bas, blaasorkest, slagwerk, geluidsband en orkest
- 1970/1997 A spirit's whisper: in Swedenborg's Gazebo, muziek voor een filmscène voor coloratuursopraan, synthesizer/piano, strijkorkest en geluidsband
- 1976 Madonna (Portrait de ma mère), voor sopraan, spreker en orkest met improvisatiegroep en elektronica - tekst: Gunnar Ekelöf
- 1979 Liebeslied, voor mezzosopraan, orkest, geluidsband en elektronica - tekst: Rainer Maria Rilke
- 1996 Arctic love affair, voor bariton en piano - tekst: van de componist

### Kamermuziek
- 1955 Variationer, voor klarinet en piano
- 1955 Fyra stycken, voor fagot en piano
- 1955-1956 Kompositioner 1955-1956
  1. Två stycken voor dwarsfluit, basklarinet, piano en slagwerk
  2. (zie werken voor orkest)
  3. Komposition nr 3  groep I: slagwerk ; groep II: vibrafoon, viool ; groep III: dwarsfluit, trombone, pauken, piano; groep IV: glockenspiel, cello ; groep V: slagwerk;
  4. Komposition IV voor coloratuursopraan (vocaliserend) en instrumentengroepen - groep I: dwarsfluit, xylofoon, gitaar; groep II: 6 gongs; groep III: fagot, vibrafoon, cello;
  5. Nr 5 : stycke voor dwarsfluit, vibrafoon, gitaar, pauken en slagwerk
- 1956 Frequenzen, voor piccolo, dwarsfluit, gitaar, xylofoon, vibrafoon, 2 slagwerkers en contrabas
- 1957 Kreuzungen, voor dwarsfluit, gitaar, vibrafoon, xylofoon, 4 slagwerkers
- 1957/1998 Buch der Veränderungen, voor piccolo, gitaar, marimba, vibrafoon, 5 slagwerkers, viool en altviool
- 1958 Zwanzig Gruppen, voor piccolo, hobo en klarinet
- 1960 Szene I, voor 2 dwarsfluiten, 2 trompetten, 2 slagwerkers, harp en piano - première: 1 januari 1960, Donaueschinger Musiktage
- 1966 Fanfare for the lions, voor 2 trompetten, 2 cornet à piston, 2 hoorns, 2 trombones, tuba en slagwerk
- 1967 Déjà-vu, voor dwarsfluit, hobo, klarinet en fagot
- 1968 Attraktionen, voor strijkkwartet
- 1973 Déja connu, voor blaaskwintet (piccolo/dwarsfluit/altfluit, hobo/althobo, klarinet, hoorn, fagot)
- 1976 Déja connu, déja entendu, voor blaaskwintet (dwarsfluit, altfluit, hobo, oboe d'amore, althobo)
- 1977 Bass, voor tuba (solo), zes bochelgongs, tamtam en elektronica
- 1978 Kvartett för träblåsare, voor dwarsfluit, hobo/klarinet, klarinet, fagot/basklarinet
- 1979 Kwintet, voor 2 violen, altviool, cello en piano
- 1980 Amatista per madre Tua Maria, voor koperkwintet
- 1981 Wendepunkt, voor koperkwintet en live-elektronica
- 1985 Endepunkt, voor koperkwintet
- 1985 Carte postale a Sten Frykberg, voor koperkwintet
- 1986 Infrastruktur, voor koperkwintet
- 1993 Vykort till Gällivare, voor koperensemble

### Werken voor piano
- 1956 Bewegungen
- 1956 Schlagfiguren
- 1958 Quantitäten
- 1968 Rendez-vous
- 1995 Arctic romance

### Werken voor slagwerk/percussie
- 1956 Doppelspiel, voor negen slagwerkers

### Filmmuziek
- 1968 Bombi Bitt och jag (tv-serie)
- 1967 Stimulantia
- 1966 Träfracken
- 1966 Hemsöborna (tv)

### Elektroakoestische muziek
- 1957 Audiogramme, voor elektronica

## Publicaties
- Missilen eller Livet i en mössa. Gällivare: Gellivare sockens hembygdsfören, 1994. ISBN 9197183539
- Spaderboken. Stockholm: Bonnier, 1966.
- Aktuella kompositionsproblem, Nutida musik 1, no. 2 (1957–58), 6–7